# إيريكو أراكاوا
إيريكو أراكاوا (荒川 恵理子) (30 أكتوبر 1979 في طوكيو في اليابان – )؛ هي لاعبة كرة قدم كانت تلعب كمهاجم. ولعبت مع منتخب اليابان لكرة القدم للسيدات.

## وصلات خارجية
- إيريكو أراكاوا على موقع الاتحاد الدولي (مؤرشف)  (الإنجليزية)
- إيريكو أراكاوا على موقع قاعدة بيانات كرة القدم.إي يو (الإنجليزية)
- إيريكو أراكاوا على موقع Soccerway.com (الإنجليزية)
- إيريكو أراكاوا على موقع عالم كرة القدم.نت (الإنجليزية)
- إيريكو أراكاوا على موقع اللجنة الأولمبية الدولية (الإنجليزية)
- إيريكو أراكاوا على موقع أوليمبيديا (الإنجليزية)